# 内田誠
内田 誠（うちだ まこと、1955年7月13日 - ）は、神奈川県出身のジャーナリスト。

## 経歴
神奈川県生まれ、東京都育ち。早稲田大学法学部卒。早稲田大学大学院法学研究科修士課程修了（日本法史学）。研究テーマは明治期日本の警察制度と法の研究。
1985年に、テレビ朝日系『ニュースステーション』の公募リポーターに選出され、番組専属レポーターを務める。1993年以降はフリージャーナリストに転身。テレビの報道番組を中心に企画、取材、構成等に携わる。 
主な取材テーマは、公的年金や健康保険・介護保険などの「社会保障切り捨て問題」、農産物輸入や有機農産物認証、BSE問題などの「食と農業の問題」、日本に在住する外国人の問題、フロンやOA機器など高度な科学技術文明の副産物でもある「電気電子機器廃棄物問題」、原発問題、戦没者追悼施設の問題など。
娘は元宝塚歌劇団雪組娘役の花瑛ちほ。

## 出演番組

### テレビ
- FNNスーパーニュースアンカー（関西テレビ、月曜担当コメンテーター）
- サンデープロジェクト（テレビ朝日、特集コーナー）
- ニュースステーション（テレビ朝日、レポーター）
- モーニングショー（テレビ朝日）
- ウッチーのデモくらジオ (デモクラTV)

### ラジオ
- Jam the WORLD（J-WAVE、木曜担当ナビゲーター）
- 吉田照美 ソコダイジナトコ（文化放送、火曜担当コメンテーター）

## 著作

### 論文
- 内田誠「明治前期における行政警察的取締法令の形成 : 違式詿違条例から旧刑法第四編違警罪へ」『早稲田法学会誌』第33巻、早稲田大学法学会、1983年、29-59頁。

### 単著
- さまよえる廃棄パソコン (岩波ブックレットNo.472) (岩波書店、1999年1月20日) ISBN 978-4-0000-9172-5
- 狂牛病は終わらない (旬報社、2003年10月) ISBN 978-4-8451-0824-4

### 新聞連載
- 私の東京物語（『東京新聞』2016年6月20日～7月1日 全10回）